# Emnilda słowiańska
Emnilda (ur. pomiędzy 970 a 975, zm. 1016 lub 1017) – córka Dobromira, być może władcy z książęcego rodu z Moraw (Ołomuńca) lub zachodnich krańców Słowiańszczyzny (Łużyce lub Milsko), trzecia żona księcia polskiego Bolesława I Chrobrego.

## Emnilda – polska księżna
Ślub z Bolesławem odbył się w latach 987–989. Podobno miała wielki wpływ na męża, a być może także na sprawy państwowe. Możliwe jest bowiem, że księżna brała udział, towarzysząc mężowi, w zjeździe w Merseburgu 23 maja 1013 r. Być może czyniła tam zabiegi mające na celu uznanie swego syna Mieszka za lennika cesarskiego z obszaru państwa morawskiego. Nie wiadomo dokładnie kiedy Emnilda zmarła – można jedynie stwierdzić, że stało się to najpóźniej w 1017 r., lub, co bardziej prawdopodobne, jeszcze pod koniec 1016 r., skoro 3 lutego 1018 r. Bolesław wstąpił po raz czwarty w związek małżeński.

## Kronikarze o Emnildzie
Przez kronikarzy była uznawana za kobietę mądrą i bardzo łaskawą. Gall Anonim opisał (prawdopodobnie) ją następującymi słowy:

Nieraz bowiem żona jego, [tj. Bolesława Chrobrego] królowa, kobieta mądra i roztropna, wielu wydanych na śmierć za przestępstwo wyrwała z rąk pachołków, ocaliła od bezpośredniego niebezpieczeństwa śmierci i w więzieniu, pod strażą zachowywała ich miłosiernie przy życiu, niekiedy bez wiedzy króla, a kiedy indziej za jego milczącą zgodą.

Nawet niechętnie nastawiony do Bolesława Chrobrego Thietmar z Merseburga napisał o niej:

Trzecią (żoną) [Bolesława] była Emnilda, córa czcigodnego księcia Dobromira, która – Chrystusowi wierna – niestateczny umysł swego męża ku dobremu zawsze kierowała i nie ustawała w zabiegach, by przez wielką szczodrobliwość w jałmużnach i umartwienia odpokutować za grzechy ich obojga.

## Rodzina

### Małżeństwo i potomstwo
Z małżeństwa z Bolesławem Chrobrym (ur. 967, zm. 17 VI 1025) pochodziło przynajmniej pięcioro dzieci:
- N.N., córka (ur. zap. 988, zm. po 1013) – ksieni nieznanego klasztoru,
- Regelinda (ur. zap. 989, zm. 21 III ok. 1030) – żona Hermana I, margrabiego Miśni (1009–1031),
- Mieszko II Lambert (ur. 990, zm. 9 lub 10 V 1034) – król Polski (1025–1031), książę Polski (1032–1034),
- N.N., córka (ur. zap. ok. 995 – zm. po 14 VIII 1018) – żona Światopełka I, księcia turowskiego i wielkiego księcia kijowskiego (1015 i 1017–1019),
- Otto (ur. zap. 1000, zm. 1033).

### Genealogia Emnildy według J. Widajewicza
| Tęgomir? ur. ? zm. po 938 | Tęgomir? ur. ? zm. po 938 |                      |                      | N.N. ur. ? zm. ? | N.N. ur. ? zm. ? |  |  | N.N. ur. ? zm. ? | N.N. ur. ? zm. ? |                  |                  | N.N. ur. ? zm. ? | N.N. ur. ? zm. ? |
|                           |                           |                      |                      |                  |                  |  |  |                  |                  |                  |                  |                  |                  |
|                           |                           |                      |                      |                  |                  |  |  |                  |                  |                  |                  |                  |                  |
|                           |                           | Dobromir ur. ? zm. ? | Dobromir ur. ? zm. ? |                  |                  |  |  |                  |                  | N.N. ur. ? zm. ? | N.N. ur. ? zm. ? |                  |                  |
|                           |                           |                      |                      |                  |                  |  |  |                  |                  |                  |                  |                  |                  |
|                           |                           |                      |                      |                  |                  |  |  |                  |                  |                  |                  |                  |                  |
|                           |                           |                      |                      |                  |                  |  |  |                  |                  |                  |                  |                  |                  |

|                                      |                                      | Bolesław I Chrobry ur. 967 zm. 17 VI 1025 OO 987–989 | Bolesław I Chrobry ur. 967 zm. 17 VI 1025 OO 987–989 | Emnilda słowiańska (ur. w okr. 970–975, zm. w okr. 1016–1017) | Emnilda słowiańska (ur. w okr. 970–975, zm. w okr. 1016–1017) |                                                  |                                                  |                             |                             |
|                                      |                                      |                                                      |                                                      |                                                               |                                                               |                                                  |                                                  |                             |                             |
|                                      |                                      |                                                      |                                                      |                                                               |                                                               |                                                  |                                                  |                             |                             |
|                                      |                                      |                                                      |                                                      |                                                               |                                                               |                                                  |                                                  |                             |                             |
| N.N., córka ur. zap. 988 zm. po 1013 | N.N., córka ur. zap. 988 zm. po 1013 | Regelinda ur. zap. 989 zm. 21 III ok. 1030           | Regelinda ur. zap. 989 zm. 21 III ok. 1030           | Mieszko II Lambert ur. 990 zm. 9 lub 10 V 1034                | Mieszko II Lambert ur. 990 zm. 9 lub 10 V 1034                | N.N., córka ur. zap. ok. 995 zm. po 14 VIII 1018 | N.N., córka ur. zap. ok. 995 zm. po 14 VIII 1018 | Otto ur. zap. 1000 zm. 1033 | Otto ur. zap. 1000 zm. 1033 |